# Georges Destenave
Georges Matthieu Destenave, né le 17 mai 1854 à Saint-Cricq-Villeneuve et mort le 23 décembre 1928 à Toulon, est un général de brigade et un explorateur français.

## Biographie
Il est né à Saint-Cricq Villeneuve (Landes) le 17 mai 1854. Il a épousé Marie Philomène Maurice, veuve Guilleminot, le 26 septembre 1905.
Engagé volontaire pour cinq ans à Mont-de-Marsan le 30 octobre 1873, Destenave entre à l’école spéciale militaire de Saint-Cyr, le 26 octobre 1874 et en sort au 167e rang sur 396 élèves officiers ; il est affecté en tant que sous-officier au 115e régiment d’infanterie de ligne le 1er octobre 1876. Il reste dans le même régiment lorsqu’il est nommé lieutenant le 15 mars 1881 puis capitaine le 17 janvier 1887. Ses supérieurs notent en permanence ses «  principes honorables », sa « bonne conduite militaire et privée » et ajoutent « monte bien à cheval ». Il échoue en 1889 aux examens d’admission à l’école supérieure de guerre mais ses chefs n’en ont pas moins continué à le noter comme un « officier très intelligent, très brillant, auquel  un bel avenir semble réservé » (23 mars 1892).

### 1892
Affecté comme capitaine au 2e régiment étranger le 12 janvier 1892 à Saïda, il est quelques mois après mis hors cadre au titre de l’infanterie par décision ministérielle du 8 août 1892. Cette première campagne au Soudan  du 15 août 1892 au 18 juillet 1893 reste un peu dans l’ombre car les rapports des supérieurs manquent dans le dossier. On sait seulement par un rapport de janvier 1894 que le régiment d’origine n’a reçu aucun renseignement sur son séjour au Soudan où il a pris part aux opérations conduites par le lieutenant-colonel Combes contre Samory Touré. « Cette lacune est d’autant plus regrettable que le capitaine Destenave commandait dans cette campagne la compagnie envoyée par la légion étrangère ».

### 1893-1895 Exploration de la boucle du fleuve Niger
En Algérie du 22 novembre 1893 au 2 mars 1894, Destenave est affecté au 2e régiment de zouaves à Oran mais il est rapidement mis hors cadre par décision ministérielle et ne rejoint pas le 33e régiment d’infanterie. Il est à nouveau envoyé hors cadre au Soudan où il est promu chef de bataillon le 30 décembre 1895. De Kayes le colonel de Trentinian résume sa mission « officier de grande valeur qui a montré des qualités exceptionnelles comme résident près du roi du Macina et qui vient d’accomplir avec le plus grand succès, dans la boucle du Niger, une mission de la plus haute importance pour le développement de notre territoire colonial en Afrique Occidentale. Des sources familiales, et en particulier une lettre de son petit-fils Bernard Montouroy (1958) permettent de suivre son itinéraire «…en avril 1895, aux ordres du colonel de Trentinian, participe à la conquête du Niger (boucle du Niger), partant de Bandiagara, explore le Yaga, passe par Lampiéri, La, et Niouma, l’entrée de Ouagadougou lui ayant été refusée, il se dirige vers le Sud, puis revient sur Ouarkoy, traverse la Volta et entra à Bandiagara puis en repartit peu après visiter le Djildjudi, l’Aribindra, le Liptako et revient à Diagara ».

### 1895-1896
En 1895, Destenave, toujours hors cadre, reste au Soudan jusqu’en mai 1896. Cette année est riche en « services exceptionnels rendus au Soudan » : le 20 janvier 1895, signature d’un traité avec le Gourma reconnaissant le protectorat de la France, le 18 mai 1895 signature d’un traité de protectorat avec le Royaume du Yatenga, le 16 septembre, signature d’un traité avec le Djilgodi qui se reconnaît vassal d’Aguibou, roi de Macina, le 28 octobre signature d’un traité de suzeraineté et de protectorat avec l’Aribinda.

### 1896-1898
Le troisième séjour s’étend du 20 octobre 1896 au 26 juillet 1898. Véritable chef de la région «  Est et Macina », il est rarement inspecté. En 1897, de Trentinian écrit « officier intelligent, actif, travailleur, bien doué, auquel l’ambition mal comprise pourrait seule faire faire fausse route ». Quelques mois après son successeur est plus précis et se déclare entièrement satisfait « il continue à confirmer la pacification et à organiser l’administration des immenses régions soumises à son commandement » (juillet 1898). 
Destenave organise l’impôt, fait vivre ses troupes sur le pays sans indisposer les populations, développe le ravitaillement par des ports et des routes. Son action dans les territoires d’Afrique lui vaut alors des récompenses : chevalier de la Légion d’honneur (20 septembre 1896), la médaille coloniale avec deux agrafes, Sénégal et Soudan, le 21 mai 1897, et une citation à l’ordre de l’armée no 27 en date du 30 août 1897 du lieutenant-colonel commandant supérieur des troupes du Soudan « pour avoir dirigé avec beaucoup de prudence et de fermeté les opérations qui ont amené l’occupation de la partie de la boucle du Niger comprise entre Bandiagara et Say, organisé rationnellement cette région et assuré sa pacification ». 

### 1898-1900
Affecté au 115e régiment d’infanterie le 11 novembre 1898, il bénéficie d’un congé de convalescence qui lui permet de rétablir sa santé après son long séjour au Soudan. Destenave suit peu son nouveau régiment. En avril 1899, le colonel signale qu’il est à Paris président d’une commission de vérification pour le service de l’intendance et ajoute, un peu perfidement peut-être, « il a paru à plusieurs reprises à cheval devant la troupe et s’est montré beau militaire et beau cavalier ». Il le propose néanmoins pour le grade de lieutenant-colonel pour les services rendus au Soudan.

### 1901-1902
La promotion vient le 12 juillet 1901. Entretemps, Destenave a été une nouvelle fois mis hors cadre et à la disposition du ministère des colonies en septembre-octobre 1900, chargé d’une mission ayant pour but l’exploration de l’Afrique centrale et du lac Tchad. Jusqu’en février 1903, il a été gouverneur indépendant des territoires du Tchad, apprécié par le commissaire principal « au point de vue des reconnaissances et des explorations d’un territoire nouveau ainsi que du lac Tchad, il a fait tout ce qui lui était possible avec les ressources dont il disposait ». Après une convalescence à la suite de ces explorations en Afrique centrale et au Tchad, il rejoint le 104e régiment d’infanterie au milieu de l’année 1903 et est jugé «  apte à faire un excellent chef de corps dès qu’il sera confirmé dans la pratique qu’il a un peu perdu de vue au cours de ses nombreux voyages ». En 1904, il doit s’absenter deux mois pour raisons de santé. Son colonel le recommande cependant chaudement pour le grade de colonel « officier supérieur remarquablement doué, a des états de service superbes ». Mais s’il est nommé colonel au 21e régiment d’infanterie le 24 juin 1904, il est peu après rayé des contrôles par décision ministérielle du 13 juillet 1905 ayant demandé lui-même à faire valoir ses droits à la retraite à titre d’ancienneté de ses services – son séjour au Chari du 11 novembre 1900 au 20 octobre 1902 est considéré comme une campagne de guerre. Il se retire alors à Paris, 190 rue de Grenelle.

### 1914-1916: laPremière Guerre mondiale
Dès le début du conflit de 1914, le colonel d’infanterie en retraite Destenave assume successivement les commandement par intérim de nombreuses brigades territoriales de campagne : la 190e le 27 septembre 1914 à Clermont-Ferrand, 192e le 7 octobre au camp de Valbonne, 248e le 14 juin 1915, 211e le 9 mai 1916, puis à nouveau la 248e le 16 juin 1916. Ses collègues et supérieurs insistent sur « son sang froid imperturbable dans  la bataille » et son « plus grand mépris du danger » (juillet 1916). Il est peu après blessé au bras gauche au cours des affaires de Champagne (7 octobre 1916).

### 1916-1928
Il est alors général de brigade dans le cadre des officiers de réserve à l’état-major de l’armée. Maintenu dans son commandement, adjoint au général commandant la 163e division et commandant l’infanterie de la division. Enfin, le 12 mai 1917, il est nommé major supérieur des cantonnements de la 2e armée et montre selon le général Guillaumat qui commande cette armée « beaucoup d’activité dans l’organisation de son nouveau service ». Mais, en février 1918, malgré son désir « de pouvoir rendre encore quelques services » et l’avis favorable du médecin du QG de la 2e armée, affirmant que le général Destenave est « actuellement rétabli de son zona et que son état général ne laisse rien à désirer », celui-ci ayant atteint la limite d’âge (64 ans) est relevé de ses fonctions et rendu à la vie civile. Les avis des supérieurs concordent : pour le général Hirschauer, commandant la 2e armée : « (il) vient d’être assez rudement éprouvé par une maladie assez sérieuse », pour le général Pétain, commandant en chef, en raison de son âge, le général Destenave ne semble pas devoir recevoir de nouvelles fonctions. Le 1er mars 1918, le général Destenave termine sa longue carrière, commencée comme engagé volontaire le 30 octobre 1873, avec la parenthèse de 1905 à 1914. Placé dans la section de réserve le 8 octobre 1923, il décède à Toulon dans le Var le 23 décembre 1928 et est inhumé au cimetière du Grand Jas (Cannes).

### Complément sur l'exploration de l'Afrique
Certaines informations, certes un peu vagues, données par Gabriel Cabannes dans la Galerie des Landais, vers 1935, permettent de compléter les séjours en Afrique. G. Cabannes commence ainsi sa notice biographique «  le nom de Destenave est désormais inséparable du lac Tchad, du Chari et du Bahr-El-Ghasal, à l’exploration desquels il a largement contribué en 1900-1902, avec comme collaborateurs le capitaine Dubois et le lieutenant Lacoin ». Pour la campagne du Soudan-Niger de 1894-1896, Cabannes dit de Destenave qu’il a fait la conquête du Royaume du Yatenga, organisé la mission Voulet-Chanoine et obtenu la soumission du Mussi et du Gouroumsi. Pour la campagne du Chari-Tchad de 1900-1902, Cabannes écrit : « il soumit pacifiquement Senoussi, le sultan d’El-Kanti, défit à plusieurs reprises Fat-El-Allah, le fils de Rabah et occupa Kanem. En 1903, à la suite de la mission d’avril-ami 1902, Destenave publie deux articles scientifiques : le premier dans la Revue de Géographie « Deux années de commandement dans la région du Tchad (1900-1902) » avec la carte de la contrée, le second dans la Revue générale des Sciences sur la géographie, la faune, la flore et les habitants. Ses collaborateurs s’intéressent à la géologie comme Lavoin dans le Bulletin de la Société Géologique de France en 1903, et à la présentation du Bahr-El-Ghasal, comme Dubois dans les Annales de Géographie.

### Liste des campagnes
Campagnes : Algérie (6 février-14 avril 1892), Soudan (15 août 1892-18 juillet 1893), Algérie (22 novembre 1893-2 mars 1894), Soudan (3 mars 1894-12 mai 1896), Soudan (20 octobre 1896-26 juillet 1898), Chari-Tchad (16 octobre 1900-12 décembre 1902 – en guerre, 11 novembre 1900-20 octobre 1902), contre l’Allemagne (27 septembre 1914-28 février 1918). Décorations françaises : Légion d’honneur (20 octobre 1896), officier (14 janvier 1903), commandeur (25 octobre 1915) – Croix de guerre – Médaille coloniale avec l’agrafe Sénégal et Soudan (21 mai 1897) – officier de l’Étoile d’Anjouan (19 mai 1917), Commandeur de l’Étoile noire de Porto-Novo (10 février 1899), officier du Nicham-El-Anouar (15 mai 1900). Citations : à l’ordre général no 27 en date du 30 août 1897 (à l’ordre d’une colonne expéditionnaire hors d’Europe – Lieutenant-colonel commandant supérieur des troupes au Soudan).